# Resolució 1153 del Consell de Seguretat de les Nacions Unides
La Resolució 1153 del Consell de Seguretat de les Nacions Unides fou adoptada per unanimitat el 20 de febrer de 1998. Després de recordar totes les anteriors resolucions sobre Iraq, incloses les resolucions 986 (1995), 1111 (1997), 1129 (1997) i 1143 (1997) referides al Programa Petroli per Aliments, el Consell, d'acord amb el Capítol VII de la Carta de les Nacions Unides, va ampliar les disposicions relatives a les vendes de petroli iraquià durant 180 dies més per satisfer les necessitats humanitàries del poble iraquià i va decidir permetre la importació de fins a 5.256 milions de dòlars estatunidencs en productes petroliers i petroli iraquians, fins als 2.000 milions anteriors.
El Consell de Seguretat era convençut de la necessitat d'una mesura temporal per oferir assistència humanitària al poble iraquià fins que el compliment de les resolucions del Consell de Seguretat pel govern iraquià, en particular la resolució 661 (1991) i la resolució 687 (1991). Està convençut de la necessitat d'una distribució equitativa dels subministraments humanitaris a tot el país i estava decidit a evitar el major deteriorament de la situació humanitària, en particular quan l'Iraq no havia cooperat amb el Secretari general.
Actuant sota el capítol VII, el Consell va decidir que el mecanisme pel qual les exportacions petrolieres iraquianes finançarien l'ajuda humanitària continuaria durant 180 dies més. A continuació, va augmentar la quantitat de petroli que l'Iraq podria exportar de 2.000 milions a 5.256 mil milions de dòlars estatunidencs per proporcionar ajuda humanitària També va decidir fer una revisió exhaustiva de tots els aspectes de l'aplicació de la present resolució després de 90 dies i abans de finalitzar el període de 180 dies, expressant la seva intenció de considerar una pròrroga addicional basada en els informes del Secretari General Kofi Annan i del Comitè de sancions. Els informes determinarien si hi havia recursos suficients per satisfer les necessitats humanitàries, possibles millores en la infraestructura de l'Iraq i si l'Iraq produïa prou petroli per la suma de 5.256 milions de dòlars estatunidencs.